# مایکل ایزابی
مایکل ایزابی (انگلیسی: Michaël Isabey؛ زادهٔ ۲۰ فوریهٔ ۱۹۷۵) بازیکن فوتبال اهل فرانسه است.
از باشگاه‌هایی که در آن بازی کرده‌است می‌توان به باشگاه فوتبال دیژون و باشگاه فوتبال سوشو اشاره کرد.